# يوبنتود دي برغامينو
يوبنتود دي برغامينو هو نادي كرة قدم أرجنتيني أٌسس عام 1946. يلعب النادي في Torneo Argentino A ‏.